# CHuN
CHuN（1980年—），本名翁志強，是台灣的漫畫家、插畫家。
CHuN從國立台灣大學醫事技術學系畢業後，不顧家人反對，開始立志於插畫/漫畫事業。從事插畫工作至2008年開始向日本的出版社投稿。出道作為《王騎》，2008年刊載於SQUARE ENIX旗下的漫畫雜誌《月刊GANGAN POWERED》。CHuN創作的《魔王逗勇者》2008年開始於同公司漫畫雜誌《月刊GANGAN WING》上連載，完結篇發表於同公司的線上漫畫網站《GANGAN ONLINE》。2010年，《魔王逗勇者》中文版由台灣角川書店發行，在台灣有很大影響。
2013年開始於SQUARE ENIX旗下《月刊GANGAN JOKER》上與日本漫畫家巢山真合作連載《死神大人與4位女友》。 
CHuN與SDwing、皇宇 (ZECO)等數人组成同人团体“Friendly Sky”，參加Comic Market等日本的同人活動。

## 作品列表
- 魔王逗勇者（魔王様の勇者討伐記）（全1卷、協力：友善文創）
- 皇帝的新娘（皇帝の花嫁）『月刊GANGAN JOKER』連載。原作：Antikim/Avra、協力：友善文創、全1卷
- "葵" 光在地球之時……（"葵" ヒカルが地球にいたころ……）『GANGAN ONLINE』連載。原作：野村美月、構成：山崎風愛、角色原案：竹岡美穗、全3卷
- 死神大人與4位女友（死神様と4人の彼女）『月刊GANGAN JOKER』連載。原作：巢山真、全3卷
- 只要長得可愛，即使是變態你也喜歡嗎？（可愛ければ変態でも好きになってくれますか?）『月刊Dragon Age』連載。原作：花間燈

### 插畫作品
台灣
- 零度領域
- 零度領域新裝版

日本
- 自由（GANGAN ONLINE 2009年8月27日）
- 魔技科的劍士與召喚魔王（MF文庫J 作者：三原みつき）

## 外部連結
风舞结界（页面存档备份，存于） - CHuN的部落格。